# 関門汽船

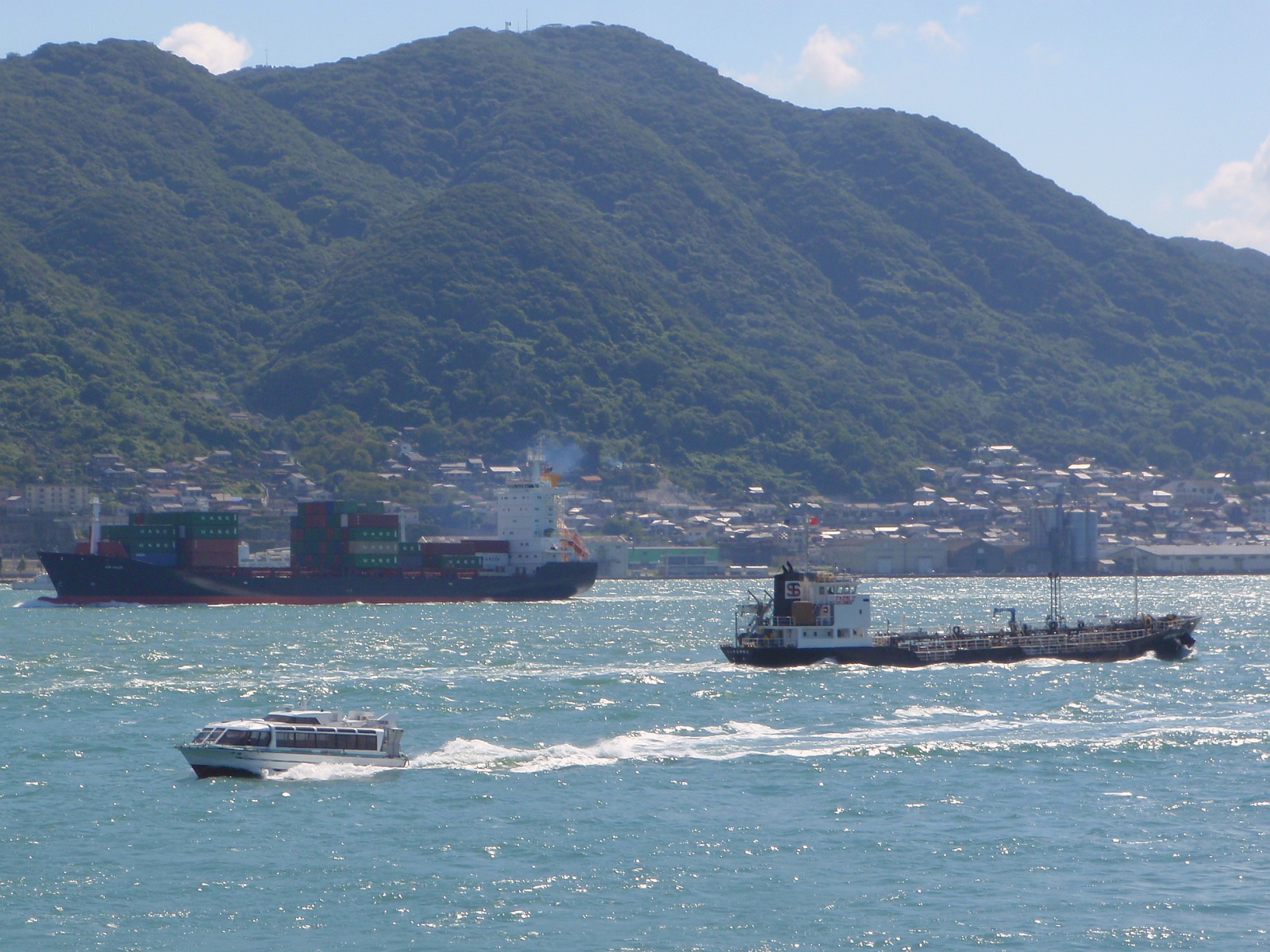
関門海峡を行き交う大型船の間を縫って航行する関門汽船の船舶（左下）

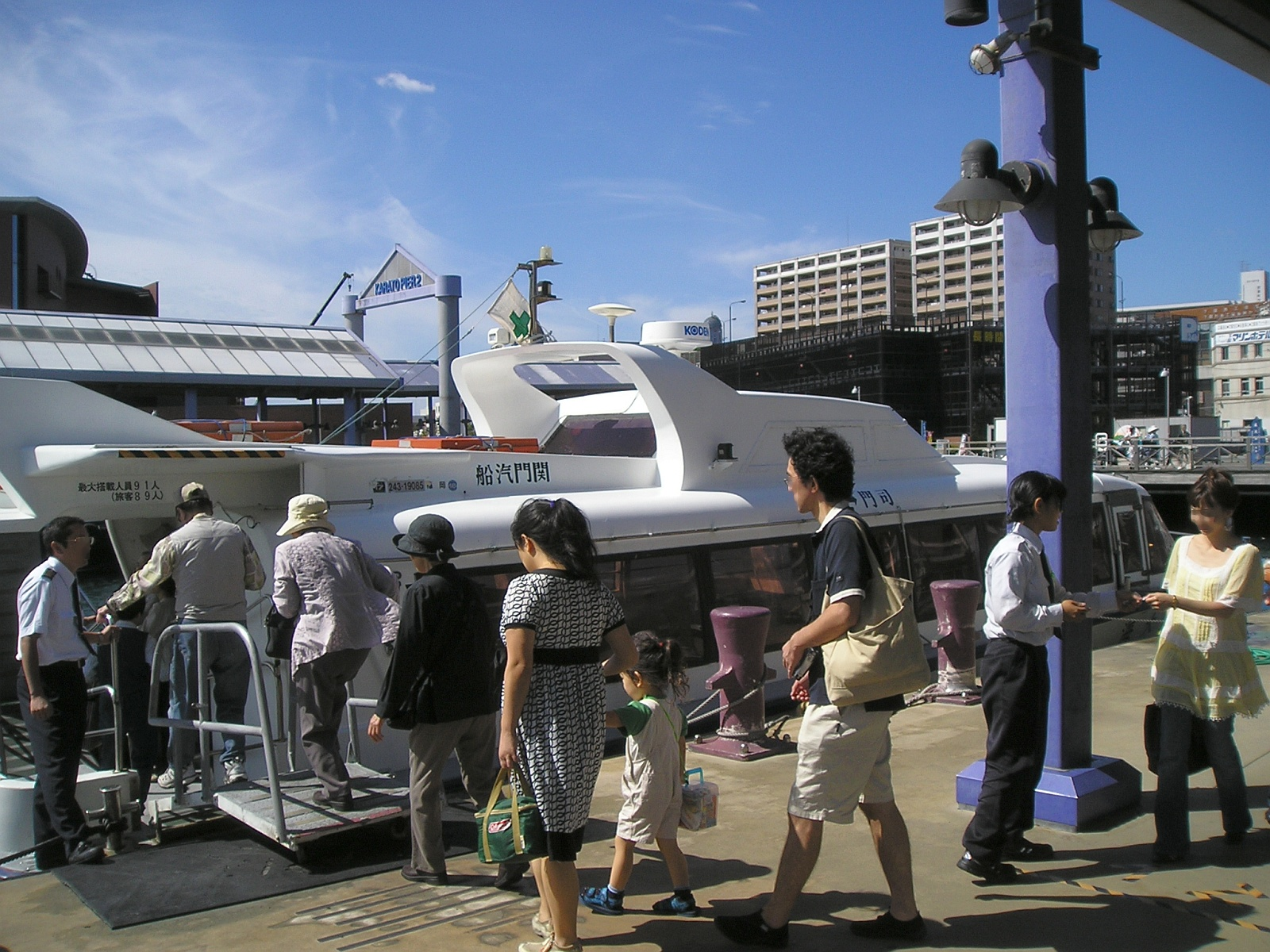
乗船の様子 - 唐戸桟橋

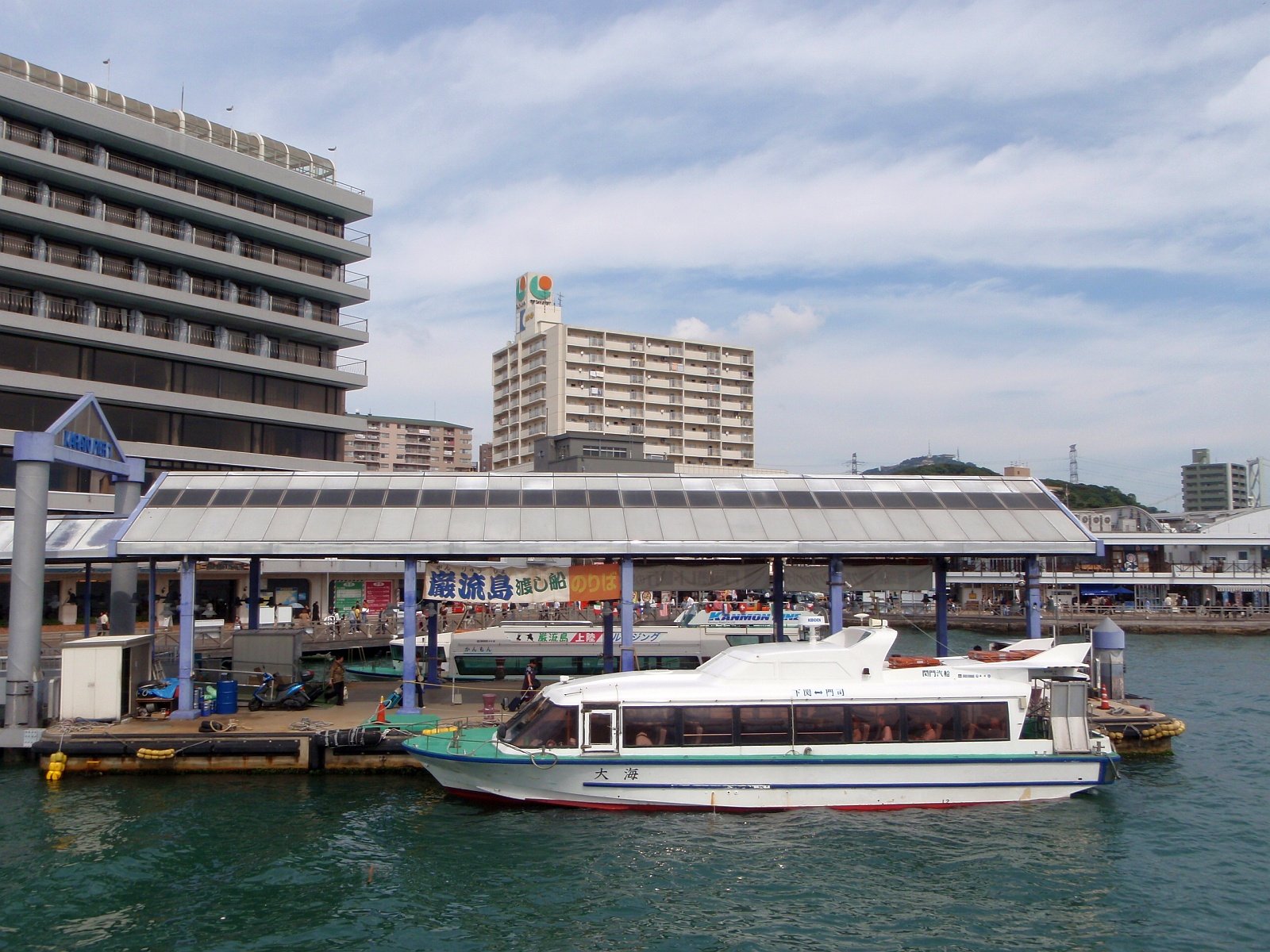
下関側の乗り場「唐戸桟橋」

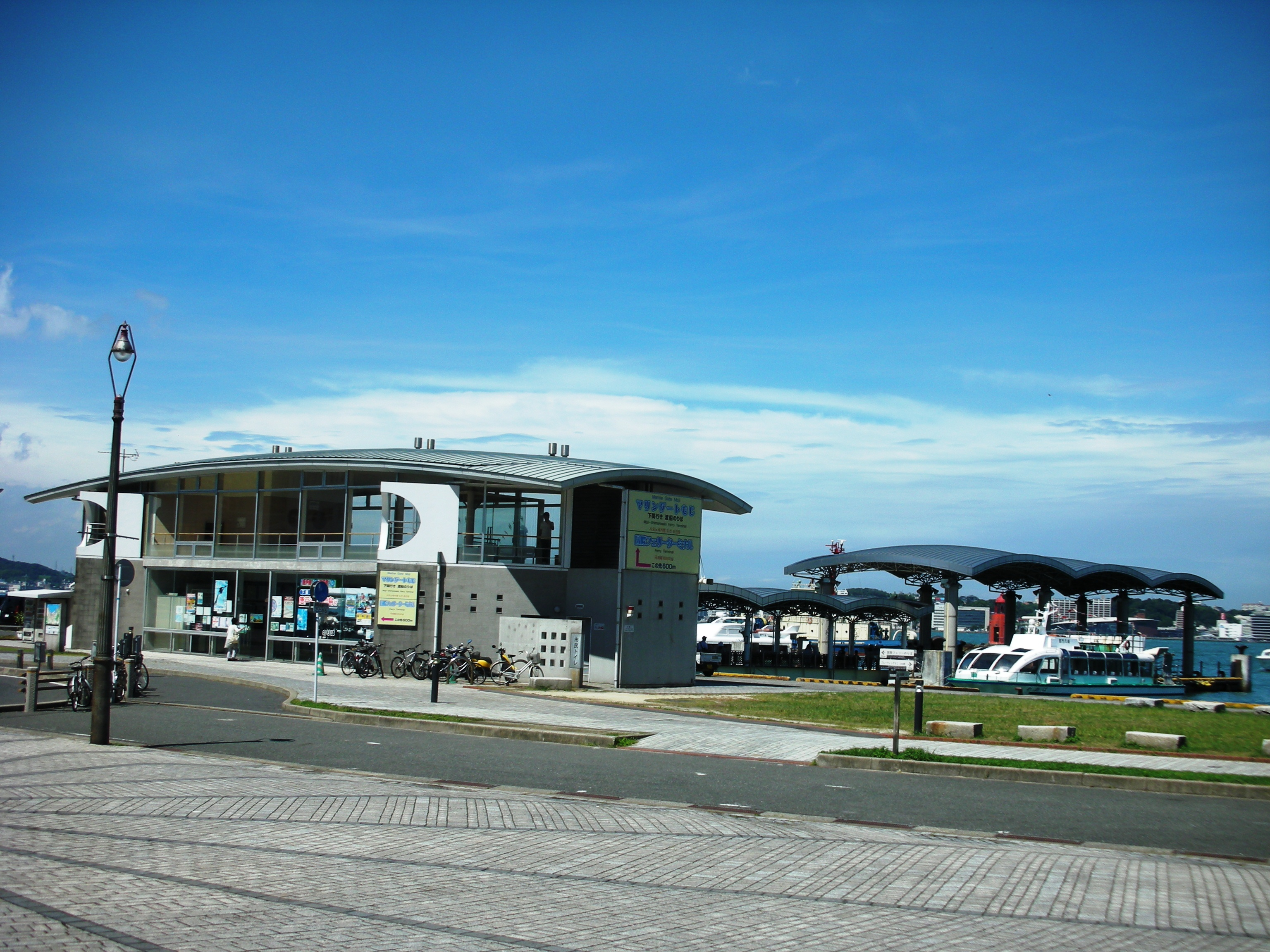
門司港側の乗り場「マリンゲートもじ」

関門汽船株式会社（かんもんきせん、Kanmon-kisen Co., Ltd.）は福岡県北九州市門司区に本社を置く海運会社。
山口県下関市唐戸と北九州市の門司港を結ぶ関門連絡船をはじめとする一般旅客定期航路事業を運航している。

## 沿革
- 1889年（明治22年）9月 : 門司の石田平吉により関門間の和船航路の運航が始まる。山陽鉄道（1907年に国有化）の関門連絡船開設（1901年）よりも12年早かった。
- 1896年（明治29年） : 土井重吉により下関に関門汽船（株）が設立。石田との共同運航により本格的に航路が整備される。
- 1912年（明治45年） : 関門汽船が唐戸 - 彦島 - 大里（現在の門司駅付近）の航路を就航（のちに廃止）。
- 1932年（昭和7年） : 石田の個人事業が会社組織に移行。石田汽船（株）となる。
- 1933年（昭和8年） : 石田汽船（株）が関門連絡汽船（株）に改組。
- 1945年（昭和20年） : 関門連絡汽船（株）が関門海峡汽船（株）に改組。
- その後、関門汽船と関門海峡汽船が経営統合し、関門汽船（株）として下関市あるかぽーとに本社を置くが、近年になり北九州市門司区西海岸一丁目に本社を移転する。
- 2006年（平成18年）6月 : 土井三四郎が代表取締役に就任。
- 2010年（平成22年）3月19日 : 新造船「かんもん」が就航。
- 2014年（平成26年）4月1日 : 北九州市若戸渡船の運航業務を受託。
- 2015年（平成27年）7月24日：新造船「がんりう」が就航。
- 2018年（平成30年）8月7日：新造船「ふくまる」が就航。

## 航路
関門連絡船
- 航路 : 下関市・唐戸桟橋 - 北九州市・門司港
  - 所要時間は約5分。6時（休日は7時）から21時台に運航し、日中は20分間隔で運航している。
    - 多客および、「しものせき海峡まつり」や「門司みなと祭」などの催事があるときなどは 臨時便が運航される場合がある。

  - 旅客のほか、自転車の持込や小荷物の託送も可能である。

両港間は直線距離で1kmを切るが、関門海峡を航行する大型船舶を避けながら航行するほか、時間帯によっては海峡が急流となるため、かなり大回りの航行を行うことがある。
旅客については回数券や定期券も販売されている。また、2008年6月1日よりSUNQパスの利用が可能となった。
巌流島連絡船（唐戸発着）
- 航路 : 下関市・唐戸桟橋 - 船島（巌流島）
  - 9時から16時台に、毎時2往復を運航している。

巌流島連絡船（門司港発着）
- 航路 : 北九州市・門司港 - 船島（巌流島）
  - 9時から16時台（休日は11時から13時台運休）に、毎時2往復を運航している。

門司港レトロクルーズ
門司港レトロ内桟橋を起終点とする遊覧船。デイクルーズ（所要15分）およびナイトクルーズ（所要20分）を随時運航している。
- 運航船舶 : SANTA

チャーター船
海峡クルージングや工場夜景クルージング、巌流島連絡船 などのチャーター運航を行っている。
- 運航船舶 : かんもん （定員120名）、がんりう （定員120名）、ふくまる（定員102名）、しいがる （定員70名）、大海 （定員89名） わかば（定員99名）

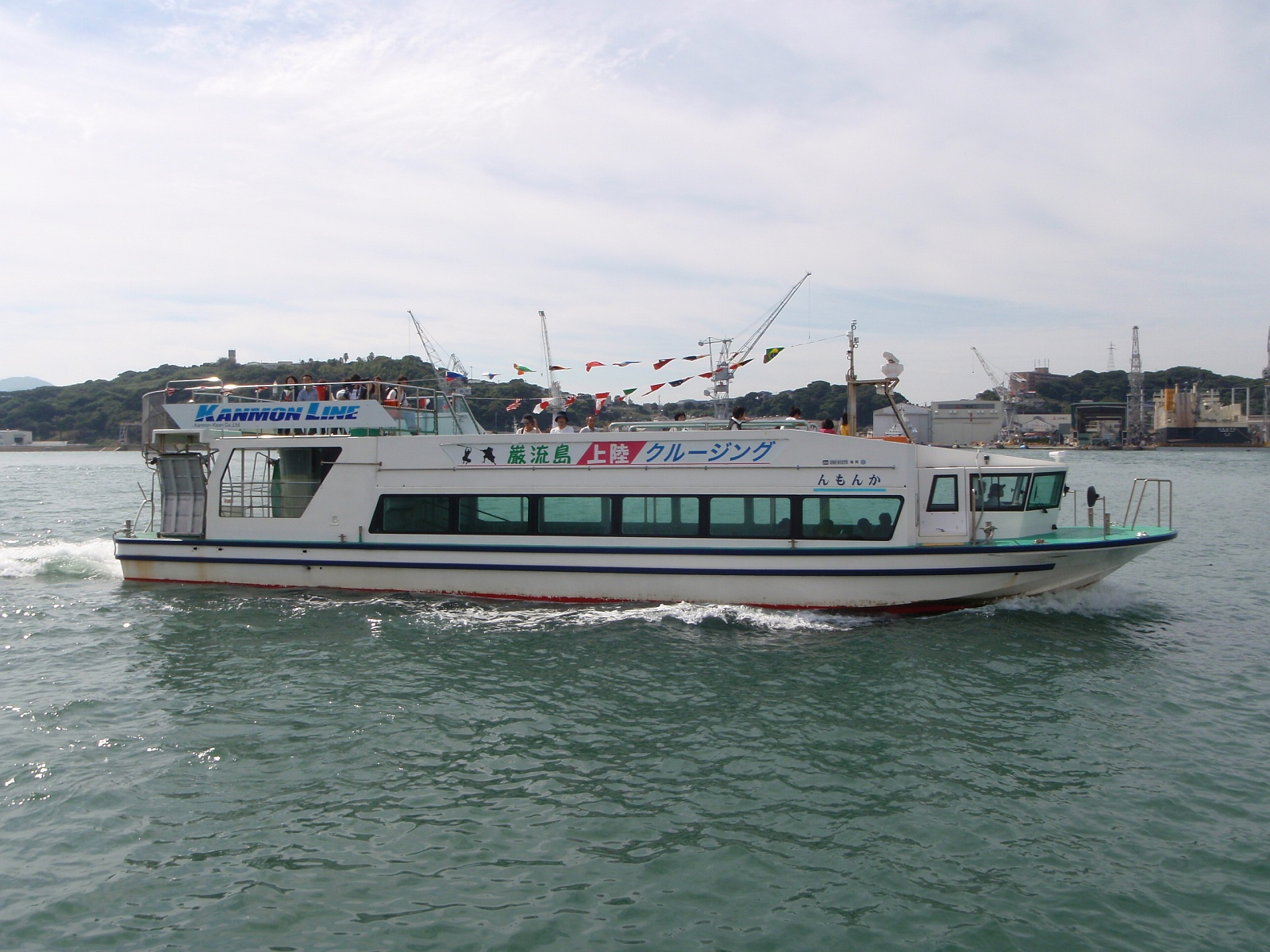
かんもん
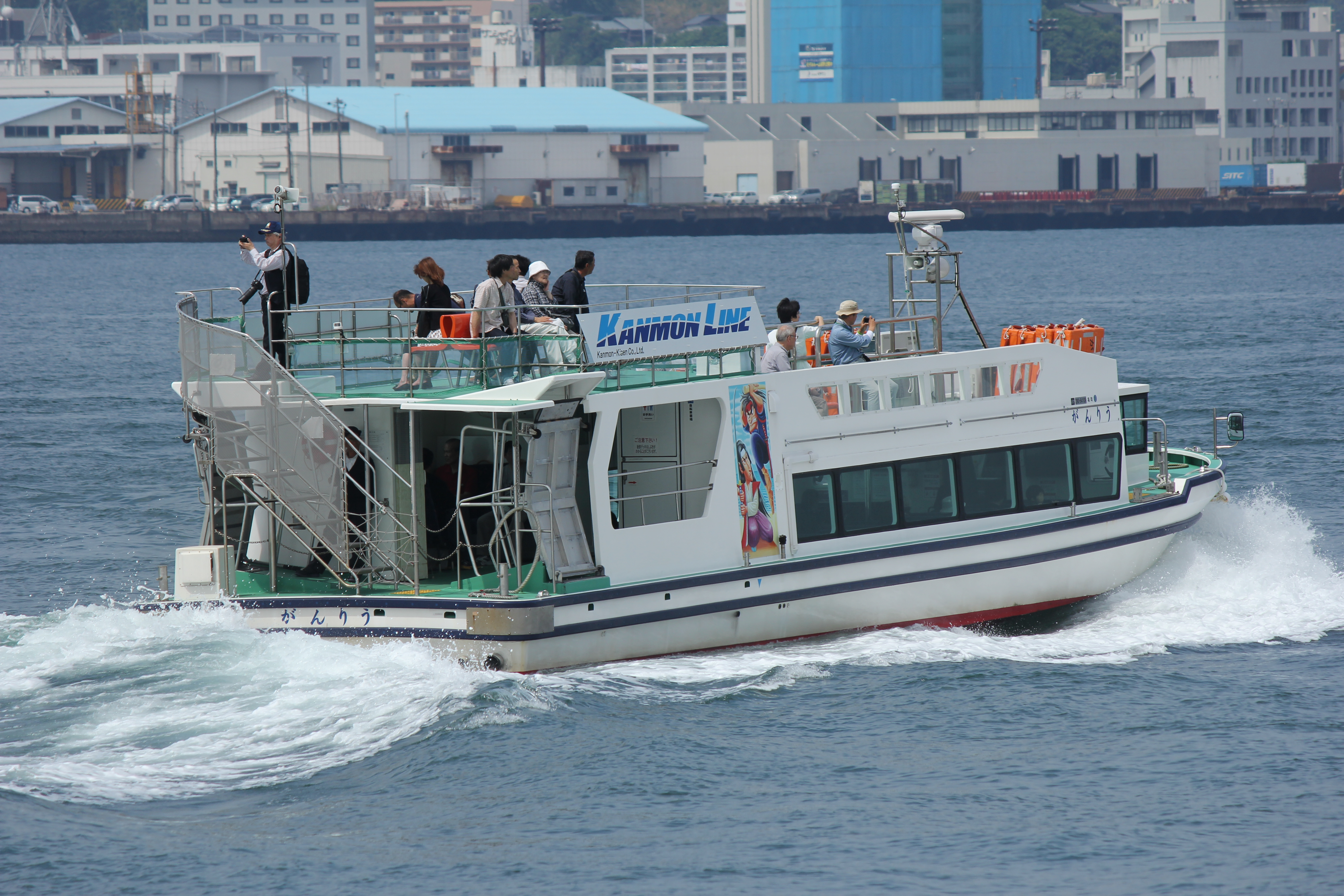
がんりう
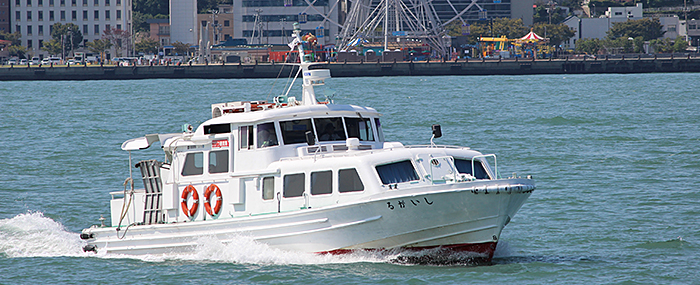
しいがる
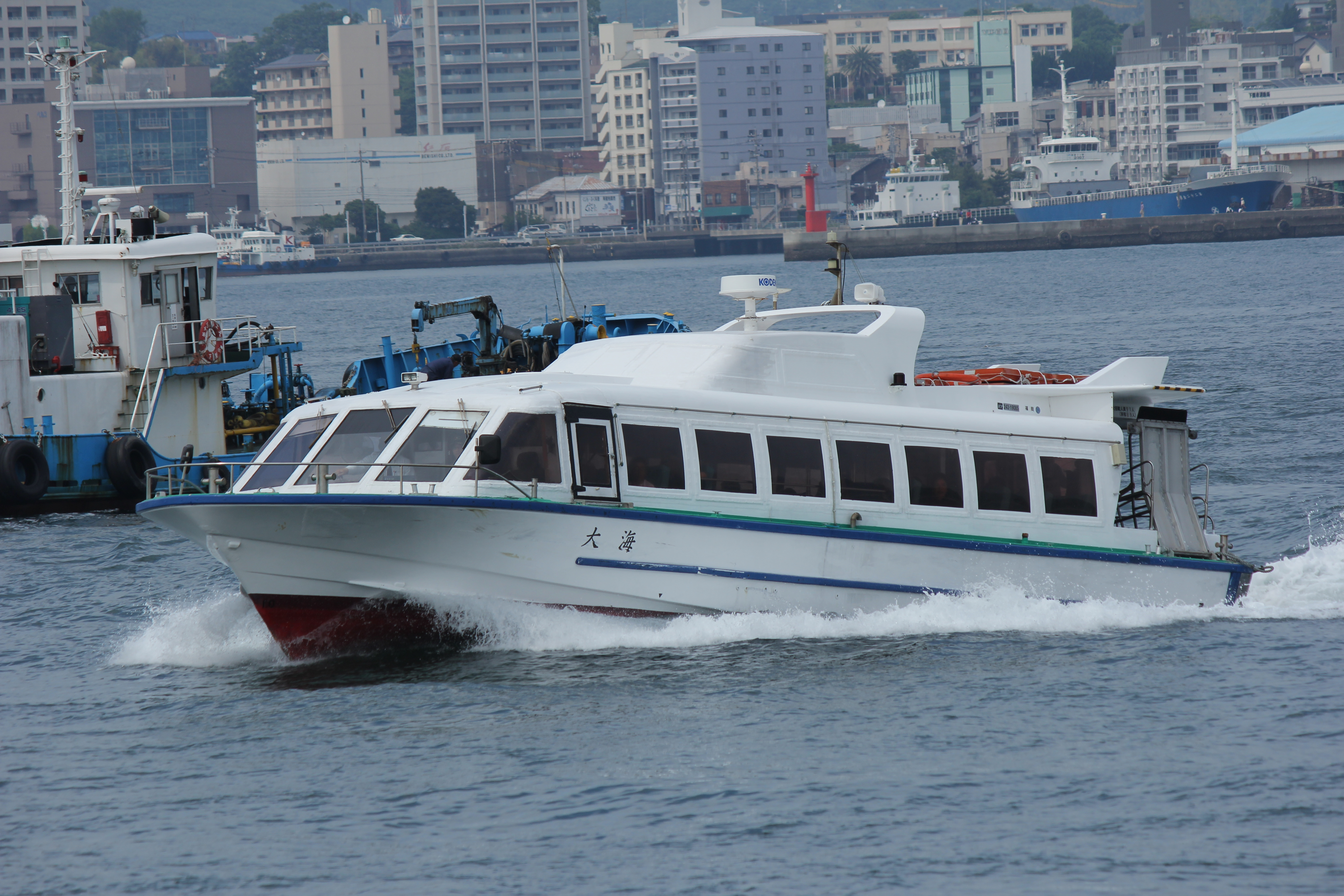
大海
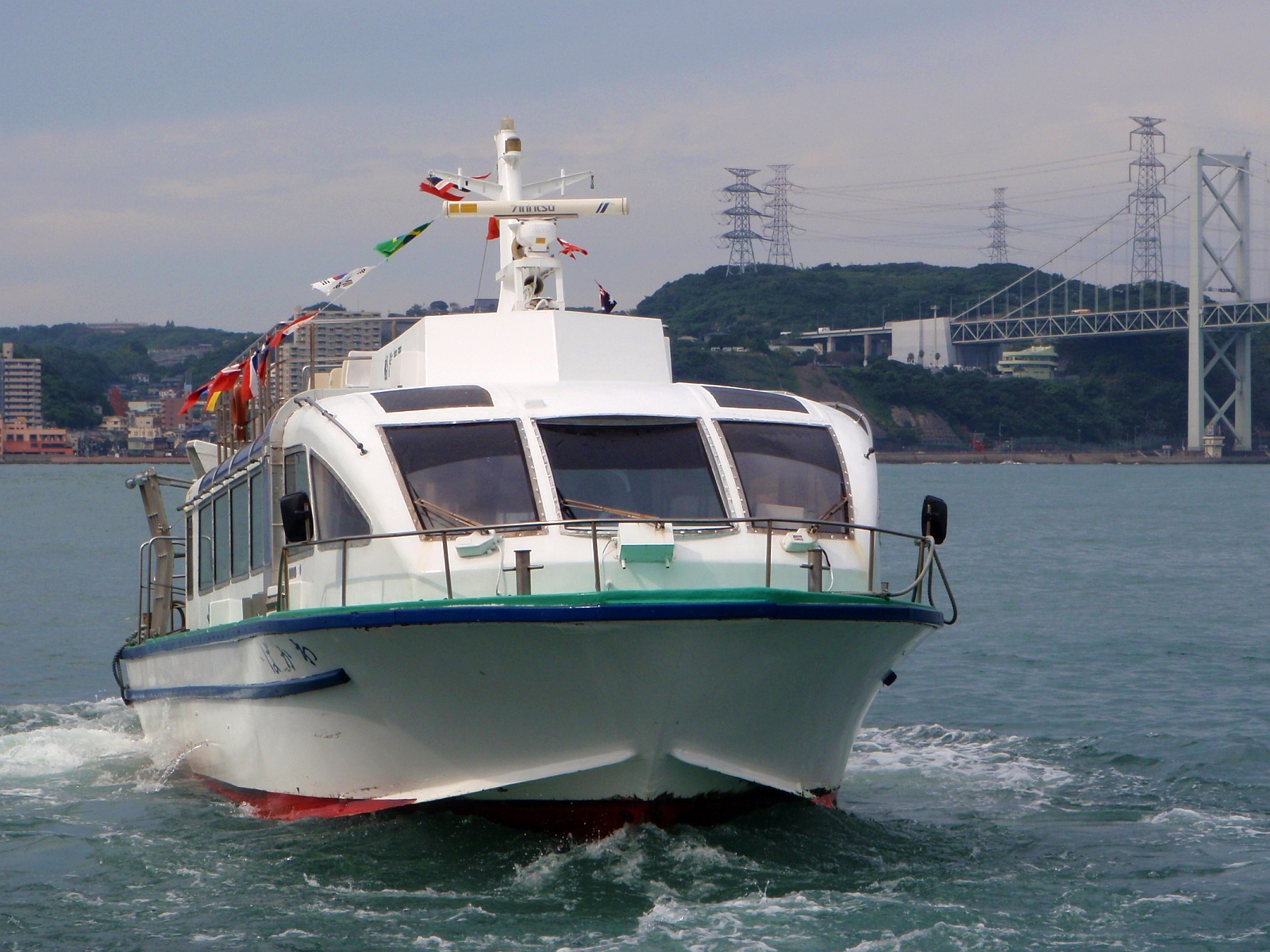
わかば

### かつて運行していた主な航路
- 小倉港 - 蔚山港・釜山港（大韓民国）
  - 就航船舶 : ドルフィンウルサン（大型高速艇）

関門汽船と韓国釜山市の海運会社「武星」との共同運航。2002年4月から2004年9月まで運航していた（この間、長期運休期間あり）が、遅延と欠航が恒常化して客足が遠のき、最後は武星の倒産により船舶が差し押さえられて航路は廃止となった（蔚山港国際旅客ターミナル#歴史項目参照）。